# Curb
Pour les articles homonymes, voir Curb (homonymie).

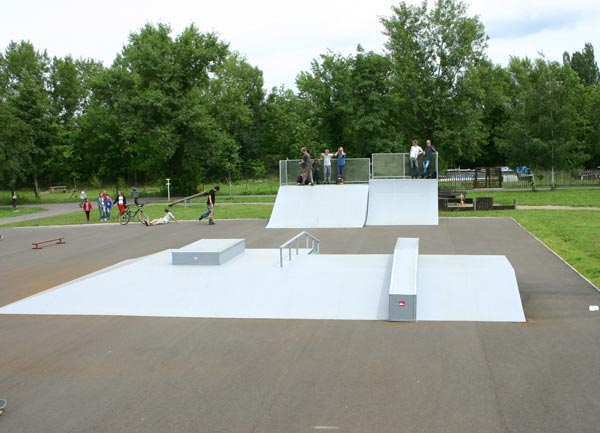
Un curb de skatepark, au premier plan à gauche du rail. À sa droite, un ledge

En skateboard, le mot curb désigne tout module de skatepark ou de mobilier urbain solide sur le bord duquel le skateboarder est susceptible de faire glisser sa planche, après ou entre deux sauts. Les figures, ou tricks qu'il peut alors y effectuer sont essentiellement des grinds ou des slides. Le mot curb vient de l'anglais où il est utilisé dans la vie courante pour désigner un rebord de trottoir.
Par extension, ce nom définit également la sous-discipline consistant à pratiquer sur des curbs. En rue, le curb se pratique sur de nombreux objets urbains : bancs, rebords de trottoirs, marches d'escaliers, poubelles, etc.
Un curb de taille plus haute et incliné pour faciliter les glissades s'appelle un ledge.